# Juliane Koepcke
Juliane Koepcke (Lima, 10 de outubro de 1954), também conhecida pelo nome de casada, Juliane Diller, é uma mastozoologista peruana de ascendência alemã.
Quando adolescente, em 1971, Koepcke sobreviveu à queda de avião do Voo LANSA 508, depois de sofrer uma queda de 3000 m, ainda presa ao assento. Então, sobreviveu 11 dias sozinha na floresta amazônica.

## Vida pregressa
Koepcke nasceu em Lima, Peru, em 1954, filha de pais alemães que trabalhavam no Museu de História Natural de Lima. Ela era a única filha do biólogo Hans-Wilhelm Koepcke e da ornitóloga Maria Koepcke. Quando Koepcke tinha 14 anos, seus pais deixaram Lima para fundar Panguana, uma estação de pesquisa na floresta amazônica. Ela se tornou uma "criança da selva" e aprendeu técnicas de sobrevivência. As autoridades educacionais, entretanto, desaprovaram, forçando Koepcke a retornar à Deutsche Schule Lima Alexander von Humboldt para continuar seus estudos. Ela se formou em 23 de dezembro de 1971.

## A queda
Na véspera de Natal de 1971, Koepcke pegou o Voo LANSA 508. Koepcke estava prestes a se formar no ensino médio. Sua mãe Maria queria retornar a Panguana com sua filha em 19 ou 20 de dezembro de 1971, mas Koepcke desejava participar de sua cerimônia de formatura em Lima. em 23 de dezembro. Maria, então, concordou que Koepcke ficasse mais tempo e, em vez disso, eles agendaram um voo na véspera de Natal. Todos os voos foram reservados, exceto um com a Líneas Aéreas Nacionales SA (LANSA). Seu pai, Hans-Wilhelm, aconselhou sua esposa a evitar voar com a companhia aérea, que tinha uma má reputação. Eles reservaram o voo, no entanto. O avião foi atingido por um raio. A nave começou a se desintegrar no ar e caiu no chão. Koepcke se viu ainda amarrada ao seu assento – caindo, de uma altura de três quilômetros, na floresta tropical peruana.
No caso de Koepcke, os especialistas creditam sua sobrevivência ao fato de que ela se manteve presa ao assento do avião durante a descida, embora não sem quebrar a clavícula. Ela passou a maior parte de seus 11 dias na floresta tropical atravessando a água. A sobrevivência improvável de Koepcke tem sido objeto de muita especulação. Sabe-se que ela ficou presa com cinto em seu assento, portanto, um pouco protegida e acolchoada, mas acredita-se que os assentos externos da fileira - aqueles de cada lado de Koepcke, que permaneceram presos ao dela como parte de uma fileira de três - funcionaram como um pára-quedas e retardaram sua queda. O impacto pode ter sido diminuído ainda mais por uma corrente ascendente de tempestade e pela folhagem espessa em seu local de pouso. Mais tarde, foi descoberto que até 14 outros passageiros também sobreviveram ao acidente inicial, mas morreram aguardando resgate.
Enquanto estava na selva, Koepcke lidou com graves picadas de insetos e uma infestação de larvas em seu braço ferido, mas depois de 9 dias, ela conseguiu encontrar um acampamento. Ela se deu primeiros socorros rudimentares, incluindo derramar gasolina na infestação de larvas, fazendo-as abandonarem a ferida para escapar da gasolina. Algumas horas depois, os madeireiros que retornaram a encontraram, prestaram os primeiros socorros e a levaram para uma área mais habitada, onde ela foi levada de helicóptero para um hospital.

## Após o incidente
Eu tive pesadelos por anos, e o sentimento de luto pela morte da minha mãe e dos outros passageiros sempre voltava, de novo e de novo. O pensamento de "por que fui a única a sobreviver?" me persegue. Sempre vai me perseguir.

Koepcke, 2010
Depois de se recuperar de seus ferimentos, Koepcke auxiliou as equipes de busca na localização do local do acidente e na recuperação dos corpos das vítimas. O corpo de sua mãe foi descoberto em 12 de janeiro de 1972.
A dupla história de sobrevivência de Koepcke tem sido tema de livros e filmes, incluindo sua própria autobiografia, When I Fell From the Sky, e um documentário do diretor Werner Herzog chamado Wings of Hope. Herzog estava interessado em contar a história de Koepcke por conta de uma conexão pessoal. Ele estava programado para estar naquele voo em 1971, mas uma mudança de planos de última hora o poupou do acidente de avião.
Koepcke mudou-se para a Alemanha, onde se recuperou totalmente de seus ferimentos. Como seus pais, ela estudou biologia na Universidade de Kiel e se formou em 1980. Ela recebeu um doutorado da Universidade Ludwig Maximilian de Munique e retornou ao Peru para realizar pesquisas em mastozoologia, especializando-se em morcegos. Koepcke publicou sua tese, Estudo ecológico de uma colônia de morcegos na floresta tropical do Peru, em 1987. Em 1989, Koepcke casou-se com Erich Diller, um entomologista especializado em vespas parasitas. Em 2000, Koepcke assumiu a direção de Panguana, após a morte de seu pai.
Agora conhecida como Juliane Diller, ela atua como bibliotecária na Coleção Estatal de Zoologia da Baviera em Munique. Sua autobiografia, When I Fell from the Sky (German: Als ich vom Himmel fiel), foi lançado em 10 de março de 2011 por Piper Verlag, pelo qual recebeu o Prêmio Corine de Literatura em 2011. Em 2019, o governo do Peru concedeu-lhe a Ordem do Mérito por Serviços Distintos, no grau de Grande-Oficial.

## Representação em filmes
Amplamente divulgada, a experiência de Koepcke é tema de um longa-metragem de ficção e de um documentário. O primeiro foi I miracoli accadono ancora (1974), de baixo orçamento e fortemente ficcionalizado, do cineasta italiano Giuseppe Maria Scotese; foi lançado em inglês como Miracles Still Happen (1974) e às vezes é chamado The Story of Juliane Koepcke. Nesse filme, ela foi interpretada pela atriz britânica Susan Penhaligon.
Vinte e cinco anos depois, o diretor Werner Herzog revisitou a história em seu filme Asas de Esperança (1998). Enquanto procurava a localização de Aguirre, a Ira de Deus em 1971, Herzog estaria no mesmo voo que Koepcke, não fosse por uma mudança de última hora em seu itinerário. Koepcke o acompanhou em uma visita ao local do acidente, uma jornada que ela descreveu como "uma espécie de terapia" para ela.

## Trabalhos
- Koepcke, Juliane (1987). Ökologische Studien an einer Fledermaus-Artengemeinschaft im tropischen Regenwald von Peru. (Tese) (em alemão)
- Koepcke, Juliane (2011). Als ich vom Himmel fiel (em alemão). Munich: Piper Malik. ISBN 978-3-89029-389-9
- Koepcke, Juliane (2011). When I Fell from the Sky. [S.l.]: Titletown Publishing. ISBN 978-0-9837547-0-1